# Метиламин
Метиламин CH3NH2 — органическое производное аммиака, первичный алифатический амин.

## Свойства
При нормальных условиях метиламин представляет бесцветный газ с запахом аммиака.
Метиламин является типичным первичным амином. С кислотами метиламин образует соли. Реакции с альдегидами и ацеталями ведут к основаниям Шиффа. При взаимодействии со сложными эфирами или ацилхлоридами дает амиды.
Как правило используется в виде растворов: 40 % (масс.) в воде, в метаноле, этаноле или ТГФ.
Обладает хорошей растворимостью в воде

## Получение
Промышленное производство метиламина основывается на взаимодействии метанола с аммиаком при высокой температуре
(от 370 до 430 °C) и давлении от 20 до 30 бар. Реакция проходит в газовой фазе на гетерогенном катализаторе на основе цеолита. В качестве побочных продуктов реакции образуются также вода, диметиламин (CH3)2NH и триметиламин (CH3)3N:
{\displaystyle {\mathsf {CH_{3}OH+NH_{3}\rightarrow CH_{3}NH_{2}+H_{2}O}}}
{\displaystyle {\mathsf {CH_{3}NH_{2}+CH_{3}OH\rightarrow (CH_{3})_{2}NH+H_{2}O}}}
{\displaystyle {\mathsf {(CH_{3})_{2}NH+CH_{3}OH\rightarrow (CH_{3})_{3}N+H_{2}O}}}
Очистка метиламина проводится путём его многократной перегонки.
Альтернативное получение метиламина основано на взаимодействии формалина с хлористым аммонием при нагревании. Еще один метод лабораторного синтеза метиламина - перегруппировка по Гофману ацетамида, который, в свою очередь, может быть получен нагреванием ледяной уксусной кислоты с мочевиной.
Горение метиламина проходит по уравнению:
{\displaystyle {\mathsf {4CH_{3}NH_{2}+9O_{2}\rightarrow 4CO_{2}\uparrow +10H_{2}O+2N_{2}\uparrow }}}

## Применение
Применяется для синтеза пестицидов, лекарств, красителей. Наиболее важными из продуктов являются N-метил-2-пирролидон (NMP), метилформамид, кофеин, эфедрин и N,N'-диметилмочевина. Также является второстепенным азотистым экскретом у костных рыб.
В сериале «Во все тяжкие» метиламин используется как прекурсор при производстве метамфетамина.

## Воздействие на организм
При ингаляции метиламин вызывает сильное раздражение кожи, глаз и верхних дыхательных путей. Вдыхание метиламина приводит сначала к возбуждению, а затем к угнетению центральной нервной системы. Смерть может наступить от остановки дыхания.

## Правовой статус
Список 1 прекурсоров американского УБН (DEA). Таблица III прекурсоров РФ (в концентрации 40 % или более).